# Jaltská konference

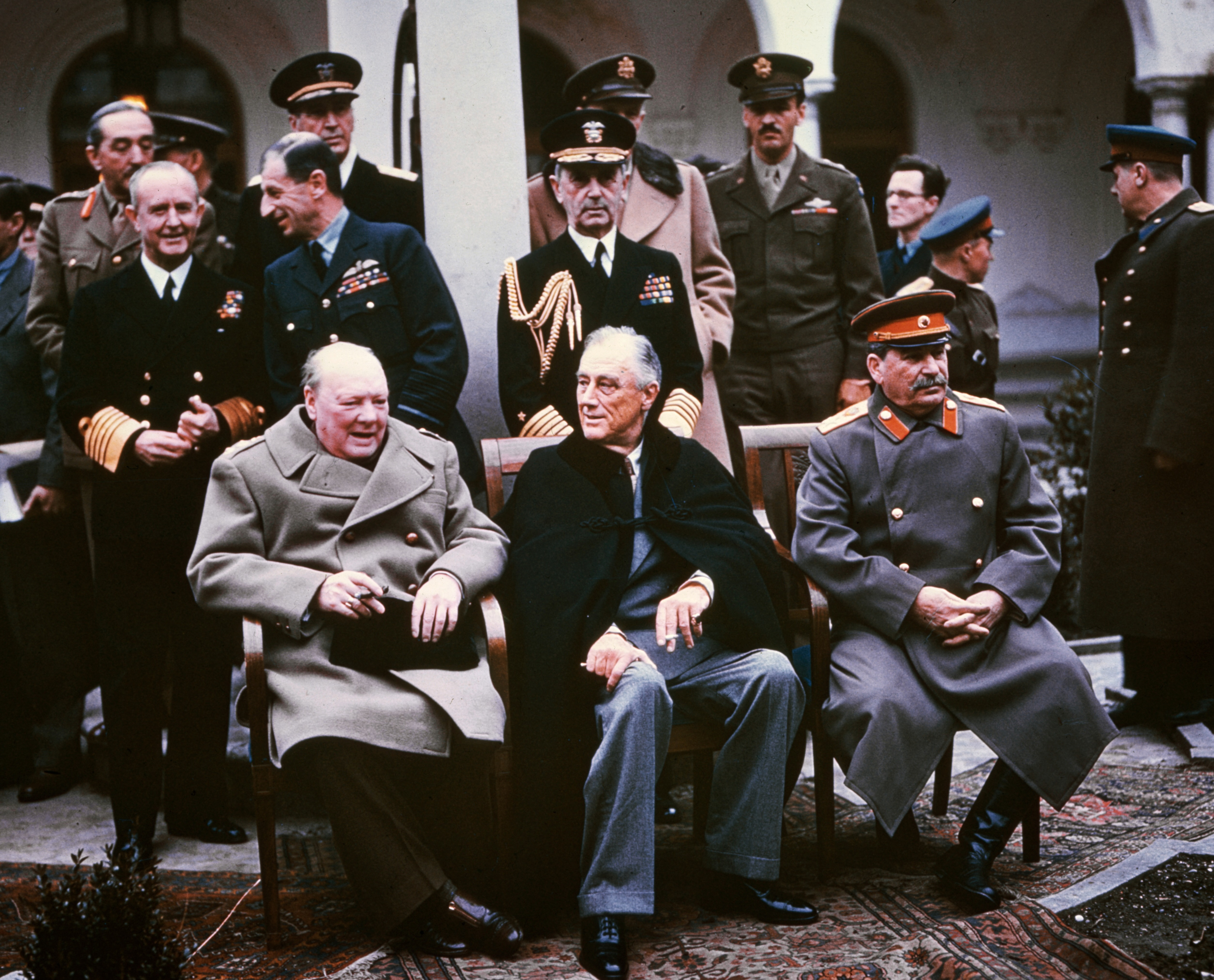
Churchill, Roosevelt a Stalin v Jaltě

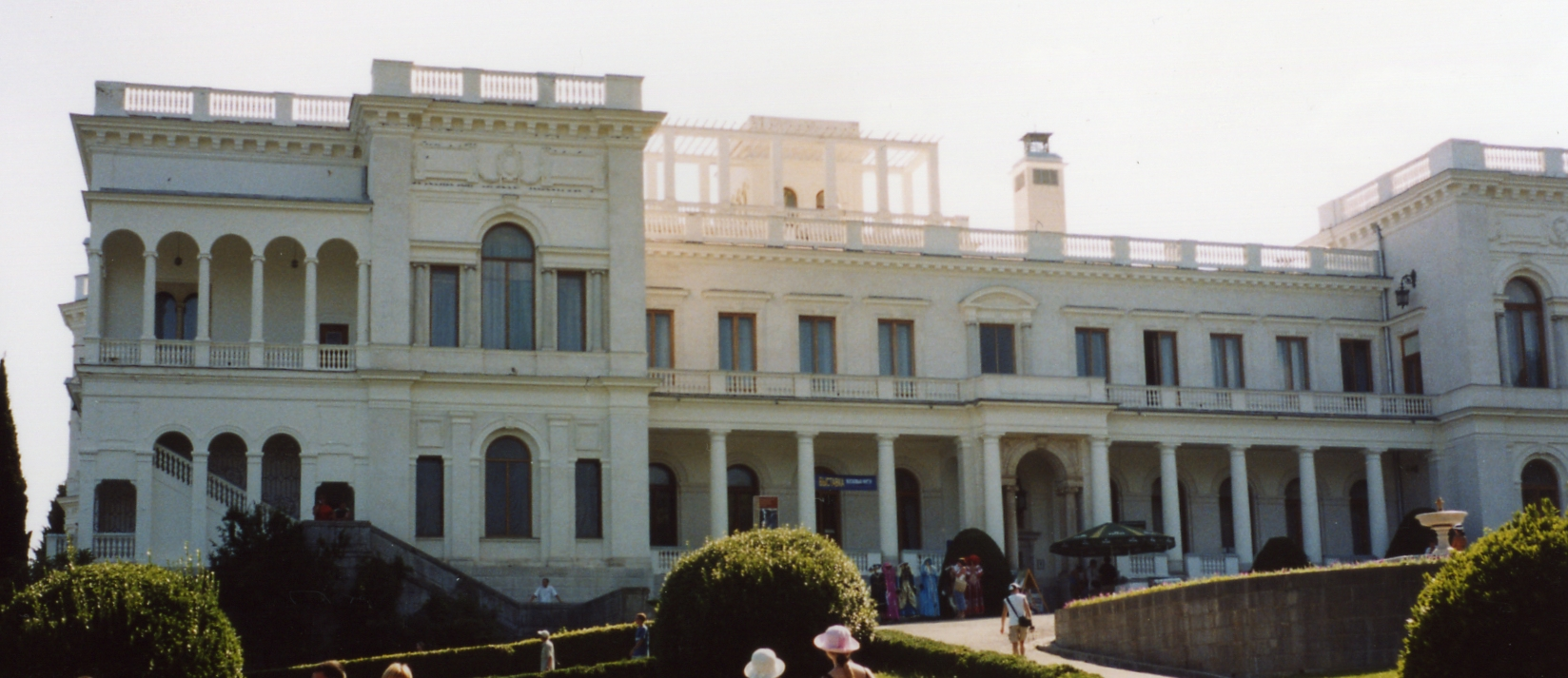
Livadijský palác, místo konání konference

Jaltská konference (rusky: Ялтинская конференция, romanizováno: Jaltinskaja konferencija), která se konala od 4. do 11. února 1945, byla setkání hlav států Spojených států amerických, Spojeného království a Sovětského svazu během druhé světové války za účelem projednání poválečné reorganizace Německa a Evropy. Státy byly zastoupeny prezidentem Franklinem D. Rooseveltem, premiérem Winstonem Churchillem a generálním tajemníkem Josifem Stalinem. Konference se konala v blízkosti Jalty na Krymu v Sovětském svazu v Livadijském, Jusupovském a Voroncovském paláci.
Cílem konference bylo vytvořit poválečný mír, který by představoval nejen řád kolektivní bezpečnosti, ale i plán, jak poskytnout sebeurčení osvobozeným národům Evropy. Konference byla zaměřena především na obnovu válkou zničených národů Evropy, ale během několika let, kdy studená válka rozdělila kontinent, se konference stala předmětem intenzivních kontroverzí.
Jalta byla druhou z tří významných válečných konferencí mezi Velkou trojkou. Předcházela jí Teheránská konference v listopadu 1943 a následovala Postupimská konference v červenci roku 1945. Předcházela jí také Moskevská konference v říjnu 1944, které se Roosevelt nezúčastnil, a na níž Churchill a Stalin jednali o západní a sovětské sféře vlivu v Evropě.

## Místo konání
Další z řady setkání zástupců tří mocností se konalo v bývalém carském Livadijském paláci v Jaltě, nejznámějším letovisku Krymu.

## Závěry
- Byla podepsána tzv. Deklarace o svobodné Evropě, ve které se USA, SSSR a Velká Británie zavázaly nechat na osvobozených evropských územích proběhnout demokratické volby. Zároveň se mocnosti zavázaly pomáhat národům osvobozeným od nacistů řešit demokraticky jejich politické a hospodářské problémy.

- Jako místo konference, kde měla být založena celosvětová organizace spojených národů, bylo navrženo San Francisco a konference se měla konat v dubnu 1945. Již v Jaltě se diskutovalo o struktuře navrhované organizace a dohodlo se na existenci Rady bezpečnosti. USA a Velká Británie se oproti původnímu Stalinovu požadavku na samostatný hlas každé svazové republiky shodly na podpoře samostatného hlasu Ukrajiny a Běloruska.

- Byla dohodnuta demilitarizace a odzbrojení Německa. Země měla být, na rozdíl od původního spojeneckého plánu, který počítal s rozdělením země na několik samostatných států, rozdělena do čtyř zón, které by byly spravovány Spojenými státy, SSSR a Velkou Británií. Poslední zóna byla na britský nátlak vymezena Francii, která tím získala i místo v Kontrolní komisi.

- Východní část Německa měla připadnout Polsku a Sovětskému svazu. Obyvatelstvo německé národnosti (cca 15 milionů[zdroj?]) mělo být z těchto území odsunuto na západ.

- Dále se státníci shodli na reparacích, které mělo Německo platit jako náhradu za ztráty způsobené válkou. Část reparací měla být uhrazena formou zboží (také strojů, lodí, akcií v německých společnostech). USA a SSSR se shodli na celkové sumě 22 miliard dolarů, z čehož mělo 50 % připadnout Sovětům. Britové byli přesvědčeni, že konečnou sumu bude možno stanovit až po ukončení válečných operací, proto měl být sovětsko-americký návrh předložen Reparační komisi.

- Naopak nedošlo ke shodě o válečných zločinech a řešení tohoto problému bylo odloženo.

- V Polsku měla vzniknout demokratická prozatímní vláda, ve které by měl zastoupení i nekomunistický odboj a zástupci londýnské exilové vlády. Toto rozhodnutí bylo porážkou Britů a Američanů, protože prakticky znamenalo jen doplnění loutkové lublinské vlády, řízené z Kremlu. Původní požadavek o odvolání této lublinské vlády se u Stalina nepodařilo prosadit.

- V Jugoslávii byla podpořena dohoda mezi Titem a Šubašićem, která měla přiblížit komunistickou a exilovou vládu.

- Sověti souhlasili vyhlásit válku Japonsku nejpozději do tří měsíců. Měli za to získat Sachalin a ostrovy jemu přilehlé, Kurilské ostrovy, dále nájem přístavu Port Arthur, výsadní práva v přístavu Dairen a mimořádná práva v užívání Východočínské a Jihomandžuské železnice.

- Rozhodnutí o italsko-jugoslávské a italsko-rakouské hranici bylo odloženo stejně tak jako rozhodnutí ohledně Jugoslávsko-bulharských vztahů, Rumunska, Íránu a montreuxské konvenci[zdroj?].

Část dohod byla tajná, např. se samostatným zastoupením Ukrajiny a Běloruska v OSN se veřejnost seznámila až na konci války, Dohoda tří velmocí o otázkách Dálného východu byla zveřejněna až v roce 1946, a dokonce i Truman, v době Jalty Rooseveltův viceprezident, se o její existenci dozvěděl až po nástupu do úřadu.